# You're A Star
You’re A Star är ett tv-program som fungerar som en blandning av Fame Factory, Idols och Melodifestivalen. Tävlingen har varit Irlands uttagning till Eurovision Song Contest mellan åren 2003 och 2005 och har i hemlandet blivit enormt populärt. Först väljs ett gäng kandidater fram, ungefär 12 stycken. De tävlande kan antingen vara soloartister, popgrupper eller rockband. Varje vecka sjunger de covers eller egna låtar och en röstas bort. De tre till fyra finalisterna får helt nyskrivna låtar att sjunga som dessutom är tävlingsmelodier. Vinnaren/vinnarna får representera landet i Eurovisionsschlagerfestivalen.
Under de här åren har det dock gått sämre för Irland. Bäst hittills har det gått för Mickey Joe Harte.

## Under åren 2003–2005 så har dessa vinnare representerat hemlandet
- 2003: Mickey Joe Harte – We’ve got the world tonight, 11:e plats
- 2004: Chris Doran – If my world stopped turning, 23:e plats
- 2005: Donna & Joseph McCaul – Love?, utslagen i semifinalen

Efter fiaskot i Eurovision Song Contest 2005 bestämde man sig för att upphäva regeln med att vinnaren i programmet skulle få representera hemlandet i Eurovisionen och priset blev nu istället ett skivkontrakt.

## Vinnare sedan 2006
- 2006: Lucia Evans - Bruised Not Broken
- 2007: David O’Connor - Borrowed Wings